# Iniettore
In meccanica l'iniettore è un componente che ha il compito di immettere un fluido in un modo diverso dal semplice travaso. Compare sia nei motori a combustione interna che nel motore a vapore e fa parte dell'impianto d'alimentazione.

## Storia
La prima vettura stradale a montare il sistema a iniezione meccanica è stata nel 1952 la Mercedes-Benz 300SL dotata del motore M198.
Questo tipo di iniezione fu utilizzato anche alla fine degli anni sessanta ed inizio anni settanta da alcune case automobilistiche quali la inglese Triumph Motor Company, la quale fu la prima in Europa ad adottare l'iniezione meccanica (iniezione meccanica indiretta Lucas) per il 6 cilindri della TR5 e della 2500 PI per un'auto di larga diffusione.

## Materiali

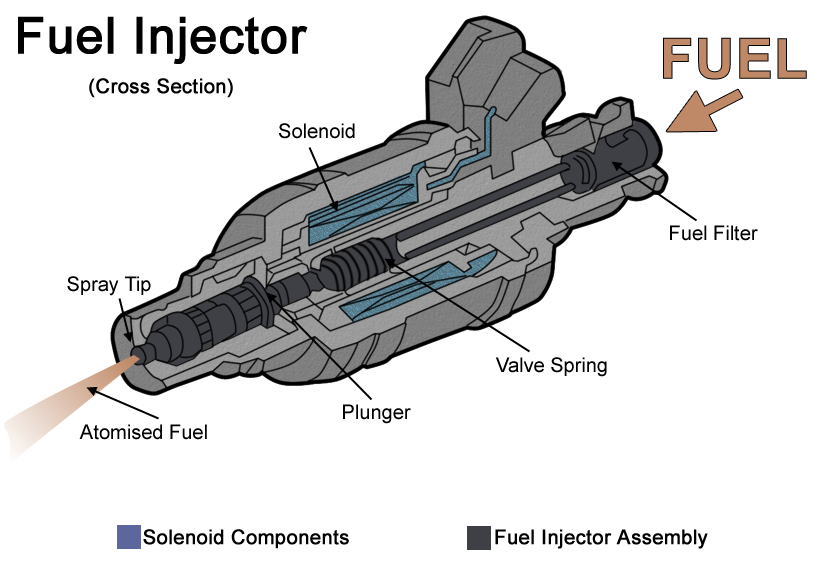
Schema di un iniettore

Esso può essere costruito in diversi materiali:
- acciaio inossidabile martensitico
- acciaio X16CrNi16

Inoltre a seconda del tipo di funzionamento può assumere vari nomi.

## Iniettore elettronico per motori a combustione interna (iniezione elettronica)
Il tipo oggi più diffuso di iniettore è quello a comando elettronico-digitale. Si tratta di un'elettrovalvola la cui apertura è comandata da un impulso elettrico inviato da un'unità di controllo.
Questo tipo di iniettore viene usato nei motori a benzina ad iniezione elettronica e nei recenti motori diesel, che sono generalmente common rail.

### Funzionamento

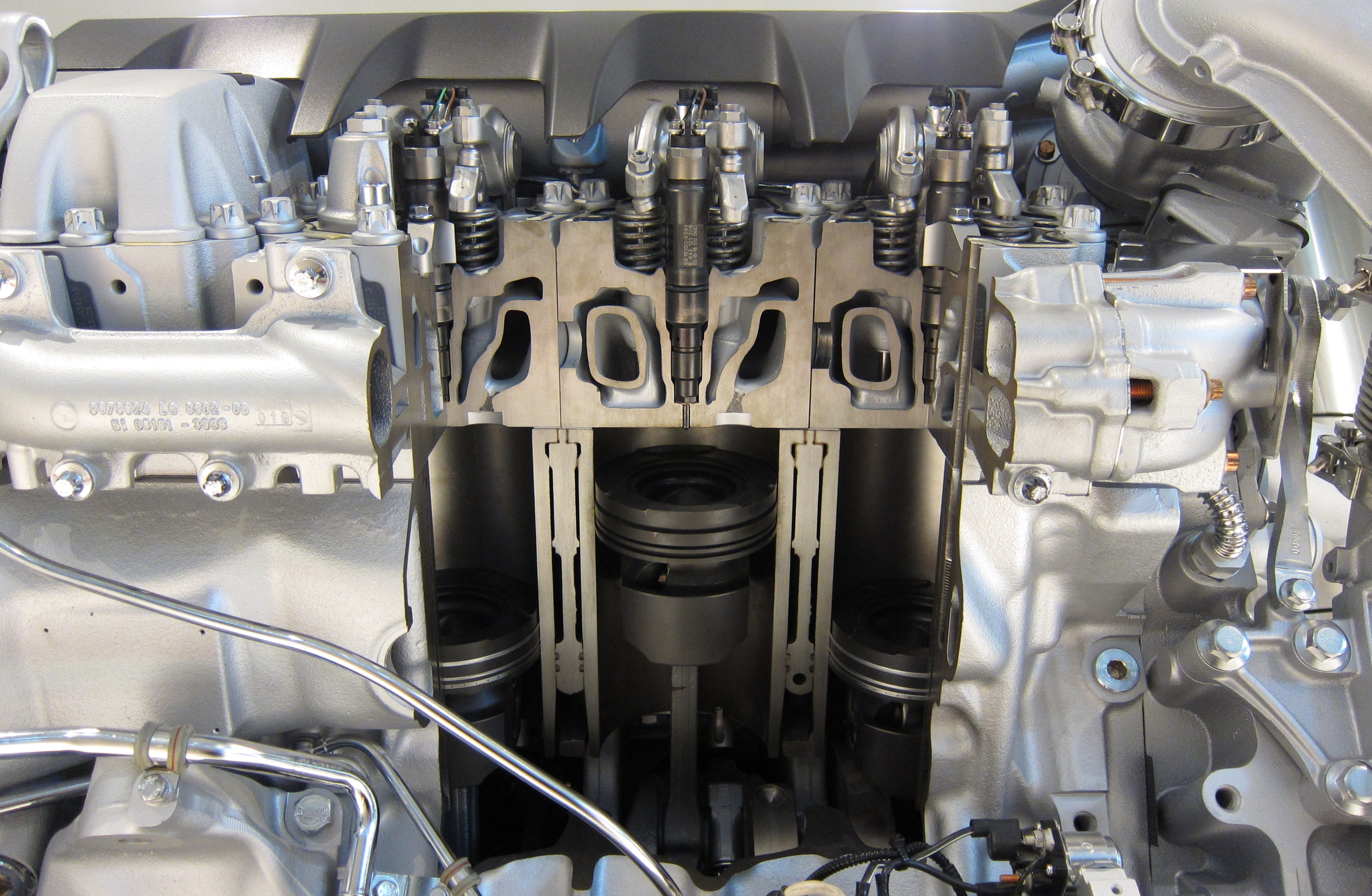
Sezione a nudo di un motore diesel MAN V8; notare l'iniettore posizionato tra le valvole al centro di esse e sopra il pistone

Il funzionamento di questo tipo di iniettore è gestito elettronicamente da una centralina, la quale decide il tempo di iniezione ovvero il tempo per il quale l'iniettore deve rimanere aperto e quindi il carburante da immettere, a seconda di diversi parametri quali la concentrazione dell'aria all'interno del condotto di aspirazione e può essere aiutata anche da una sonda lambda, che aiuta la centralina a regolare la quantità di carburante, grazie alla concentrazione d'ossigeno nei gas di scarico. L'iniettore è costituito da due ambienti, uno nel quale viene mantenuto in pressione il carburante mediante un'apposita pompa ad alta pressione che pressurizza il rail cioè serbatoio dal quale partono i condotti di alimentazione di ogni iniettore (i moderni rail arrivano a pressioni di circa 2200 bar). L'altro ambiente detto "di bassa pressione" è deputato allo scarico del carburante verso il serbatoio dell'auto. Parte fondamentale dell'iniettore è lo spillo, che sollevandosi per mezzo di un solenoide comandato dalla ecu, scopre i fori dal quale viene spruzzato il carburante. Date le alte pressioni in gioco è impensabile far sollevare lo spillo per mezzo di un semplice impulso elettrico, infatti viene sfruttata la stessa pressione del carburante e una molla di richiamo che in condizioni stazionarie occlude il condotto di alimentazione. Un semplice impulso elettrico dato dal solenoide basta appena per far sollevare lo spillo e aprire la luce di alimentazione. Da notare che nel rail, il carburante viene mantenuto a pressione costante quindi, la portata rimane costante e la quantità di carburante iniettata dipende dal tempo di apertura dello spillo, con l'iniezione che è gestita dalla centralina mediante parametri sul tempo di iniezione.

### Pregi
I pregi di questo sistema sono nell'avere una carburazione più precisa, al fine di rispettare meglio le normative anti-inquinamento e di generare più potenza con meno consumi; inoltre, dà la possibilità di non immettere benzina in caso serva più freno motore.

### Difetti
Questo sistema di iniezione ha anche qualche problema, come la lentezza nel calcolo della benzina da iniettare, che è stato risolto grazie ai moderni e veloci microprocessori, così come i disturbi elettromagnetici delle prime centraline elettroniche tramite nuove schermature.
Un altro difetto è il costo molto più elevato e per ultimo il problema di essere dipendente dai sensori che possono essere influenzati dai disturbi elettromagnetici. Altri difetti riscontrati da alcune aziende automobilistiche sui primi common-rail era il surriscaldamento del carburante all'interno del serbatoio dello stesso quando questo era semi-vuoto, infatti il circuito di scarico degli iniettori inviava al serbatoio gasolio ad alta temperatura che non veniva "diluito" con altro carburante a temperatura più bassa a causa della mancanza di esso, di qui conseguentemente il surriscaldamento.

### Accorgimento
Per migliorare le caratteristiche dell'iniettore sono stati usati:
- Molle piezoelettriche: la molla tradizionale viene sostituita da materiale piezoelettrico, il quale cambia di stato a seconda della tensione ai suoi capi, con questo sistema l'ancora non viene azionata dalla bobina, ma dalla differente pressione ai suoi capi, pressione gestita da una valvola e dal sistema piezoelettrico;[1]
- Doppia ancora o doppio spillo: l'ancora è vincolata allo spillo e viene azionata dalle bobine che generano il campo magnetico[2], avere più ancore permette di migliorare il controllo del carburante.[3]

## Iniettore pompa (iniezione meccanica-elettronica o mista)

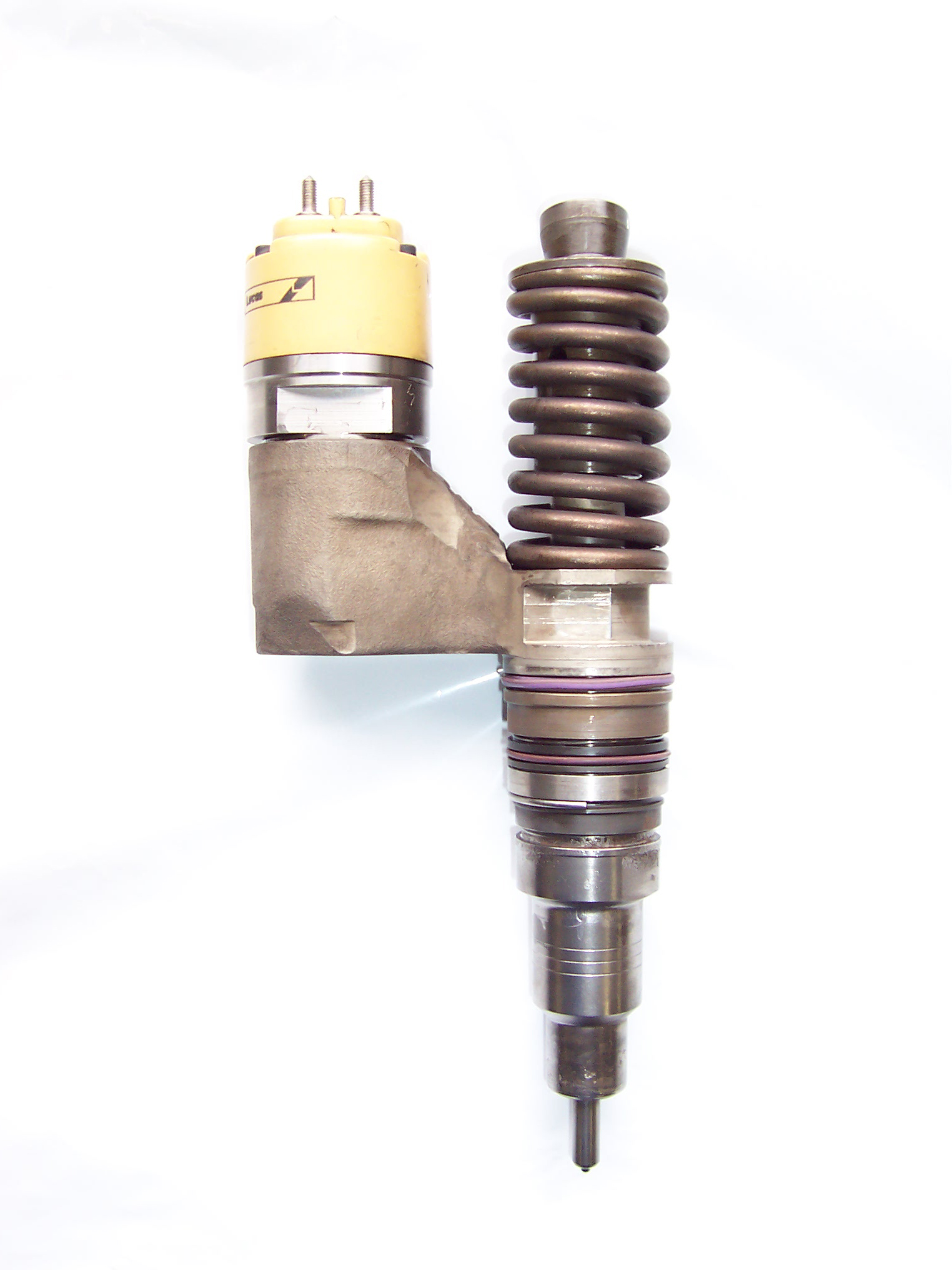
Iniettore pompa

### Funzionamento
L'iniezione è costituita da più fasi: nella prima fase c'è una pompa primaria che è direttamente immersa nel serbatoio, e che alimenta l'iniettore-pompa; nella seconda fase, l'iniettore, dotato di una specifica pompa, garantisce l'alta pressurizzazione del gasolio, generando pressioni di oltre 2050 bar (2000 atmosfere).

### Utilizzo
Il sistema iniettore pompa equipaggiava fino alla metà del 2008 tutti i motori diesel del gruppo Volkswagen (Audi, Volkswagen, Skoda e Seat) fino a 2.000 cm³ di cilindrata compreso il 5.0 TDI. Il sistema è noto come PD (Pumpe-Düse). Molti motori iniettore-pompa vengono ancora venduti da VW ad altre case, soprattutto il 2.0 TDI da 140 cavalli.
Attualmente il gruppo VW sta progressivamente sostituendo molti di questi motori iniettore-pompa con motori diesel common-rail, per far fronte alla normativa antinquinamento Euro 5, non più rispettabile con la tecnologia iniettore-pompa. Un esempio è il 2.0 TDI (140 CV) sostituito sulla Golf VI, Audi A3 restyling 2008 e Audi A4 B8 restyling 2008 dal 2.0 TDI da 140 CV common-rail, il quale è stato successivamente affiancato dal 2.0 BlueTDI da 143 CV compatibile con le norme Euro 6.
Il sistema di iniezione elettronica viene di recente impiegato anche sulle moto con cilindrata 50 e superiore e prendono il nome di ciclomotore a iniezione elettronica.

### Evoluzione
L'ultima evoluzione del sistema iniettore pompa è il 2.0 TDI 170 CV, dotato di iniettori piezoelettrici che garantiscono una maggiore precisione e velocità, e soprattutto un'erogazione di coppia più sfruttabile, abbinata ad una maggiore silenziosità, ora a livelli simili ai rispettivi common rail "avversari", grazie anche all'uso delle iniezioni multiple, simili al sistema MultiJet della Fiat.

### Problemi dell'iniettore pompa
Il sistema iniettore pompa, tuttavia, vista la scarsa diffusione (attualmente il sistema PDE è sviluppato e utilizzato solo dal gruppo Volkswagen, che concede i suoi motori anche a Mitsubishi e Dodge), la maggiore complessità tecnica rispetto al common rail, e i conseguenti maggiori costi di produzione e sviluppo (soprattutto per quanto riguarda il rispetto della normativa Euro 5 sulle emissioni), verrà progressivamente abbandonato del tutto entro il 2009 con l'entrata in vigore della nuova normativa Euro 5 per far spazio ai nuovi motori TDI, stavolta dotati di common rail, rendendo così questa tecnologia l'unica usata dai diesel attuali. Il suo primo utilizzo è stato sul 1.9 TDI della Volkswagen Golf.

## Polverizzatore (iniettore meccanico o iniezione meccanica)
Un altro esempio di iniettore è il polverizzatore (simile all'emulsionatore del carburatore) per il motore diesel, destinato all'estinzione nell'autotrazione ma ancora di largo uso in campo navale (es. polverizzatore Thompson) ed industriale.

### Funzionamento
Questo tipo di iniettore funziona tramite una pompa comandata dal movimento dell'albero motore, che immette il carburante tramite un polverizzatore che lo emulsiona (lo polverizza) nella camera di combustione, nel momento in cui l'aria, a causa della compressione, ha raggiunto una temperatura tale da innescare il processo di combustione.

### Pregi
I vantaggi di questo sistema sono il basso costo di realizzazione, visto che la produzione richiede componenti relativamente più semplici rispetto agli altri sistemi; un altro vantaggio è l'affidabilità, poiché la semplicità costruttiva ne rende semplice la manutenzione e gestione: queste caratteristiche sono state il fondamento del suo successo, soprattutto nei mezzi pesanti.

### Difetti
Essendo un sistema a pompa meccanica, risultava penalizzato dal non poter disporre di un costante rapporto stechiometrico durante le diverse dosature dell'acceleratore; per questo, soprattutto negli ultimi anni di applicazione, è stato utilizzato nei soli mezzi pesanti, che non richiedono questa dosabilità.

## Iniettore per motori a vapore
Nel caso dei motori a vapore il compito dell'iniettore è immettere acqua in caldaia vincendo la pressione del vapore in essa contenuta. Ne esistono di vari tipi, probabilmente il più comune è il Friedmann.
In questo iniettore il vapore, prelevato dalla caldaia, viene fatto passare attraverso degli ugelli conici, all'uscita dei quali trascina ed accelera l'acqua da immettere nella caldaia. Nel prosieguo del percorso, l'aumentare della sezione del tubo fa sì che la miscela rallenti ma aumenti di pressione, arrivando a vincere quella con cui il vapore tiene chiusa la valvola di ritenuta all'entrata della caldaia.